# Welsh Cup 1878-79
Welsh Cup 1878-79 var den anden udgave af Welsh Cup. 19 hold var tilmeldt turneringen, men heraf meldte et hold afbud inden sin første kamp, så reelt deltog 18 hold i turneringen. Finalen blev afviklet den 29. marts 1879 på Cricket Field i Oswestry, hvor Newtown White Star FC sikrede sig sin første triumf i Welsh Cup ved at besejre de forsvarende mestre fra Wrexham Town FC med 1-0.

## Resultater

### Første runde
På grund af det ulige antal deltagere, var Oswestry Town FC oversidder i denne runde og gik dermed videre til anden runde uden kamp.
| Dato   | Kamp                                          | Res. |
| ------ | --------------------------------------------- | ---- |
|        | Caernarvon Athletic FC – Bangor FC            | 0–1  |
|        | Friars School – Rhyl FC                       | 1–0  |
|        | Newtown White Star FC – Aberystwyth Town FC   | 4–1  |
|        | Rhosllanerchrugog FC – Gwersyllt Foresters FC | 1–1  |
|        | Chirk AAA FC – Ruabon FC                      | 1–0  |
|        | Llangollen FC – Mold FC                       | 8–1  |
|        | Druids FC – Civil Service FC                  | w.o. |
|        | Corwen FC – Wrexham Town FC                   | 0–2  |
| Omkamp |                                               |      |
|        | Rhosllanerchrugog FC – Gwersyllt Foresters FC | 3–0  |

### Anden runde
På grund af det ulige antal deltagere, var Newtown FC oversidder i denne runde og gik dermed videre til kvartfinalerne uden kamp.
| Dato | Kamp                                  | Res. |
| ---- | ------------------------------------- | ---- |
|      | Rhosllanerchrugog FC – Bangor FC      | w.o. |
|      | Chirk AAA FC – Trinity Shrewsbury FC  | 1–0  |
|      | Llangollen FC – Newtown White Star FC | 0–1  |
|      | Friars School – Wrexham Town FC       | 1–3  |
|      | Oswestry Town FC – Civil Service FC   | 6–0  |

### Kvartfinaler
Wrexham Town FC og Oswestry Town FC var oversiddere i denne runde og gik derfor videre til semifinalerne uden kamp.
| Dato   | Kamp                              | Res. |
| ------ | --------------------------------- | ---- |
|        | Newtown FC – Chirk AAA FC         | 3–1  |
|        | Bangor FC – Newtown White Star FC | 2–2  |
| Omkamp |                                   |      |
|        | Bangor FC – Newtown White Star FC | w.o. |

### Semifinaler
| Dato   | Kamp                               | Res. | Spillested |
| ------ | ---------------------------------- | ---- | ---------- |
|        | Newtown White Star FC – Newtown FC | 1–1  | Newtown    |
|        | Wrexham Town FC – Oswestry Town FC | 2–0  | Wrexham    |
| Omkamp |                                    |      |            |
|        | Newtown White Star FC – Newtown FC | 3–1  | Newtown    |

### Finale
| Dato  | Kamp                                    | Res. | Tilskuere | Spillested              |
| ----- | --------------------------------------- | ---- | --------- | ----------------------- |
| 29.3. | Newtown White Star FC – Wrexham Town FC | 1–0  | 2.500     | Cricket Field, Oswestry |